# Crocynia pyxinoides
Crocynia pyxinoides är en lavart som beskrevs av Nyl. 1891. Crocynia pyxinoides ingår i släktet Crocynia och familjen Crocyniaceae.   Inga underarter finns listade i Catalogue of Life.